# محله‌های شهر نیویورک

پنج منطقه: 1: منهتن، 2: بروکلین، 3: کویینز، 4: برانکس، 5: استتن آیلند

محله‌های شهر نیویورک در پنج بخش شهر نیویورک واقع شده‌اند. نام و مرز آنها به طور رسمی مشخص نیست و هر از چند گاهی تغییر می کند.

## بخش ها
شهر نیویورک به پنج بخش تقسیم شده است: برانکس، بروکلین، منهتن، کویینز و استتن آیلند. هر بخش دارای همان مرزهای یک شهرستان از ایالت است. دولت‌های شهرستان با تجمیع شهر در سال ۱۸۹۸، همراه با همه دولت‌های شهر، شهرک و روستا در هر شهرستان منحل شدند. اصطلاح «شهر» برای توصیف شکل منحصربه‌فردی از مدیریت دولتی برای هر یک از پنج بخش اساسی تشکیل‌دهنده شهر تازه تجمیع‌شده به کار گرفته شد.

## محله ها بر حسب بخش
- فهرست محله های برانکس
- فهرست محله های بروکلین
- فهرست محله‌های منهتن
- فهرست محله‌های کوئینز
- فهرست محله های استتن آیلند

## مناطق جامعه

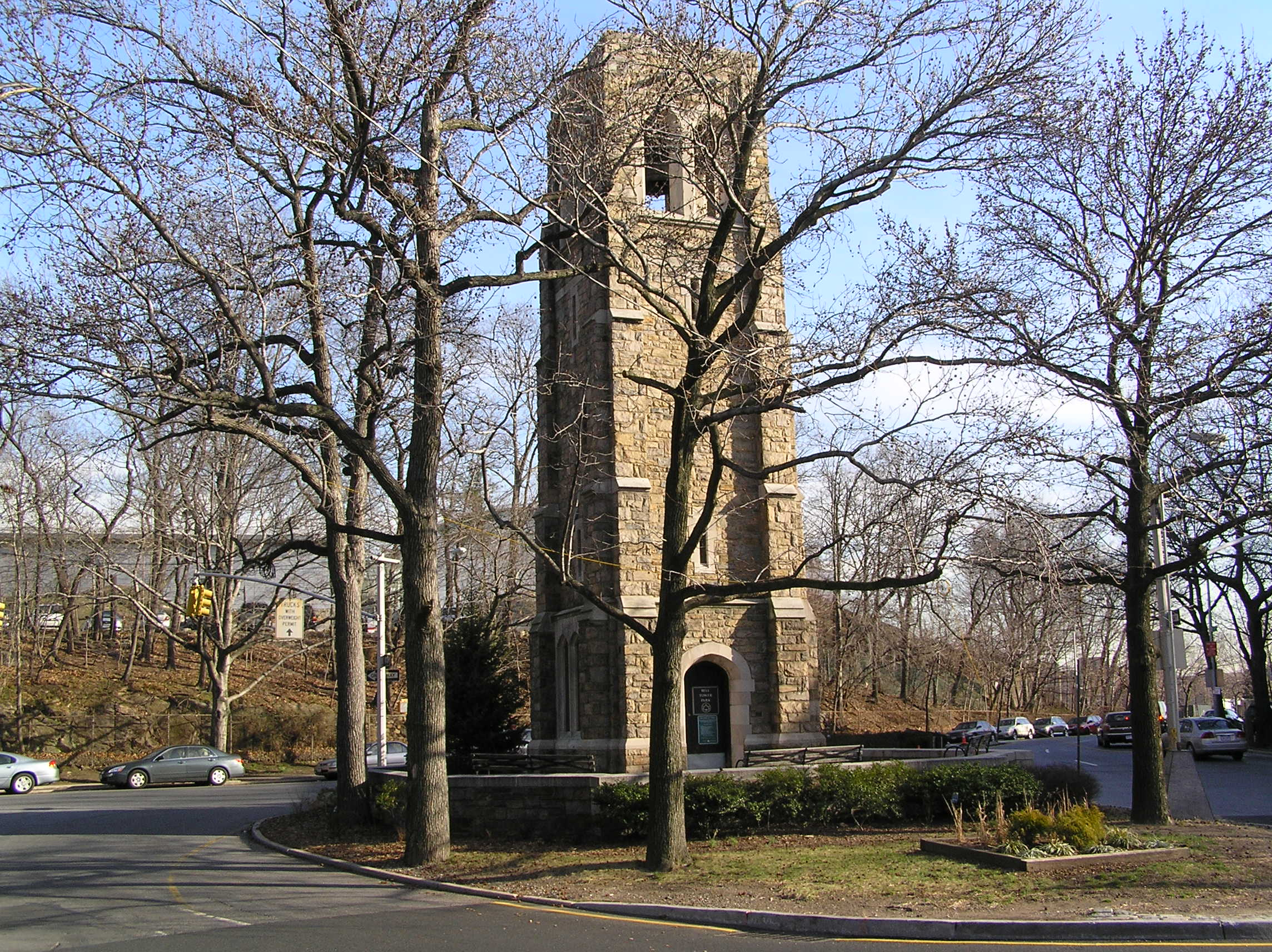
ریوردیل، برانکس

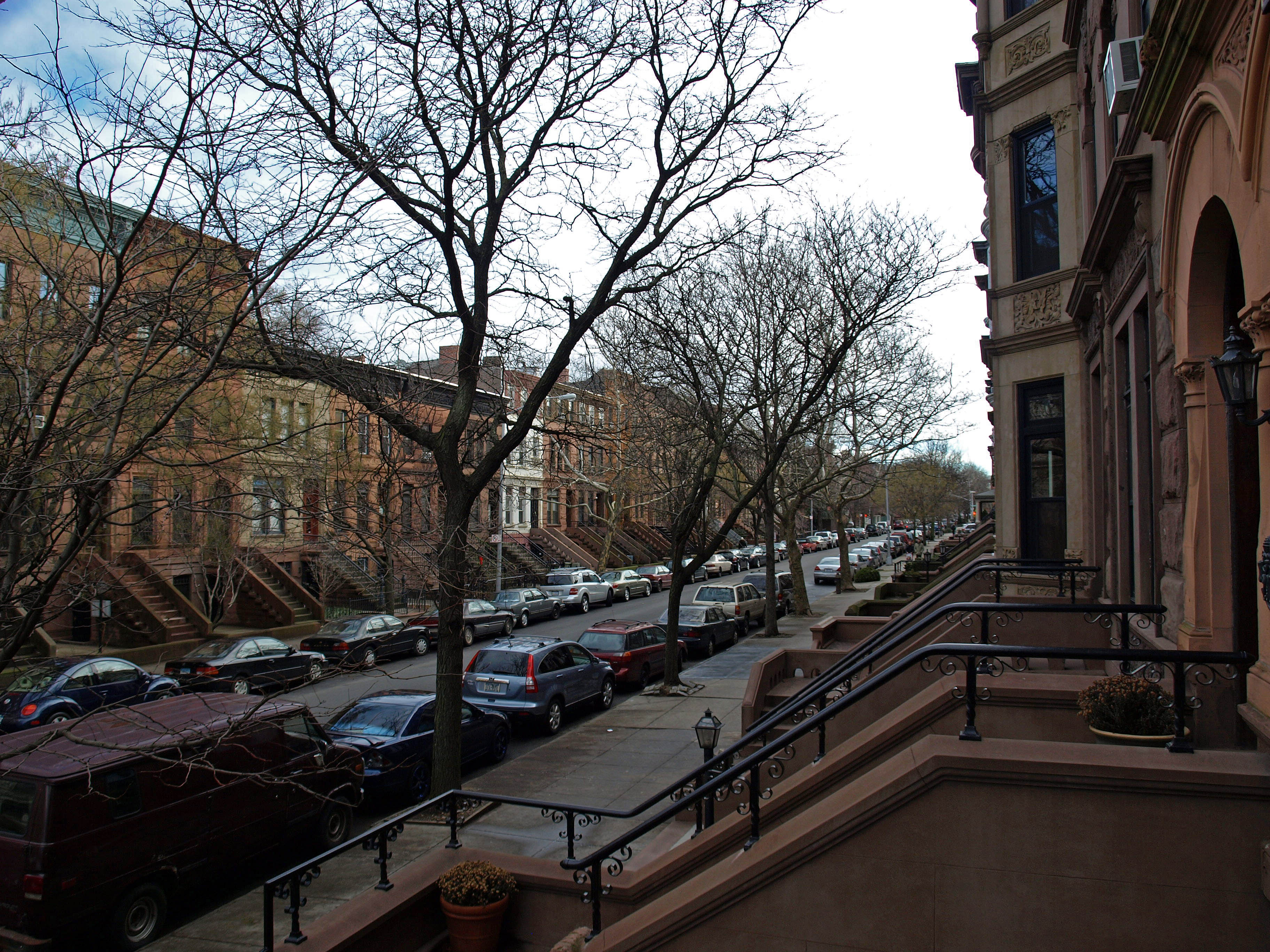
پراسپکت هایتس، بروکلین

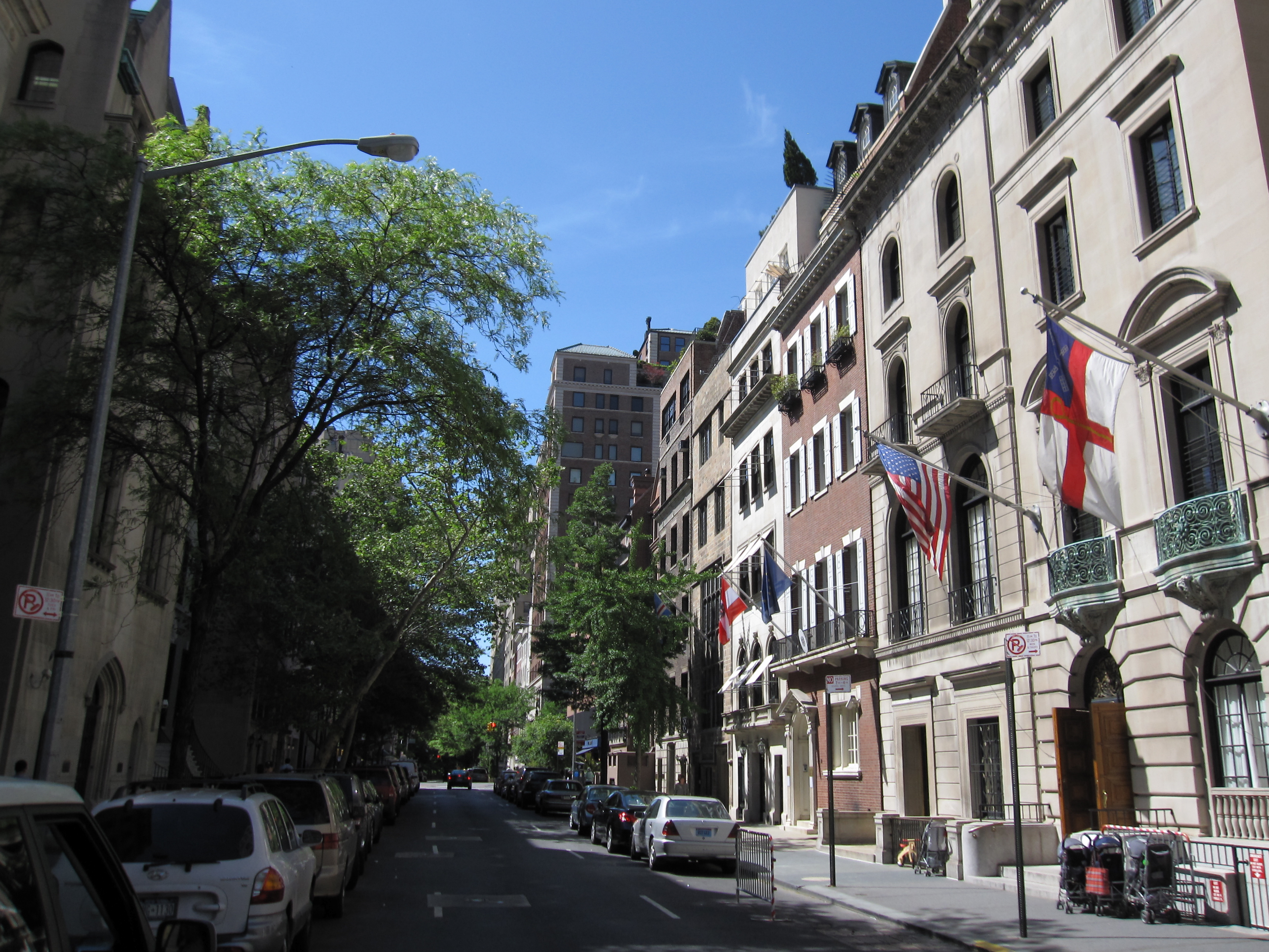
آپر ایست ساید، منهتن

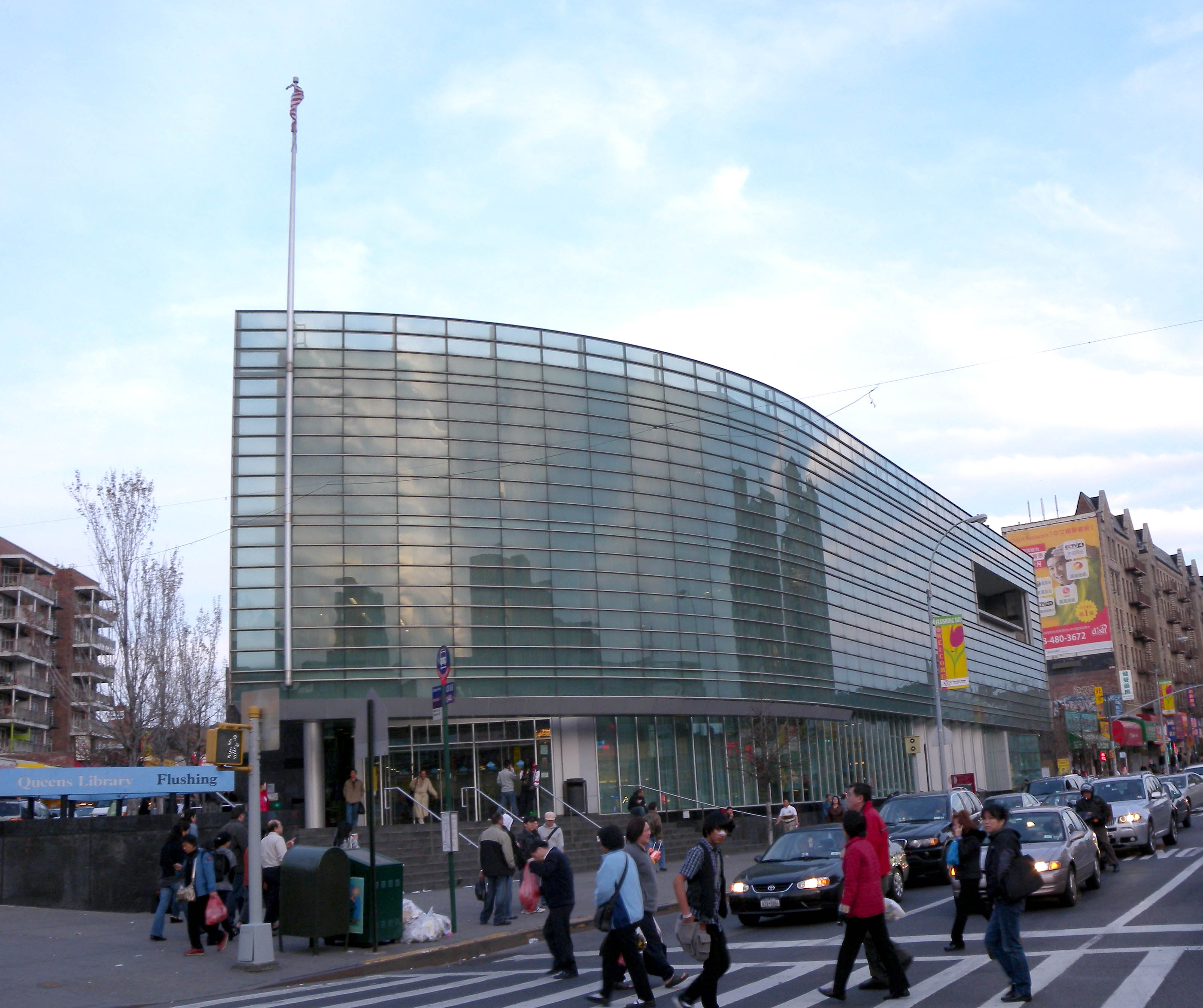
فلاشینگ، کویینز

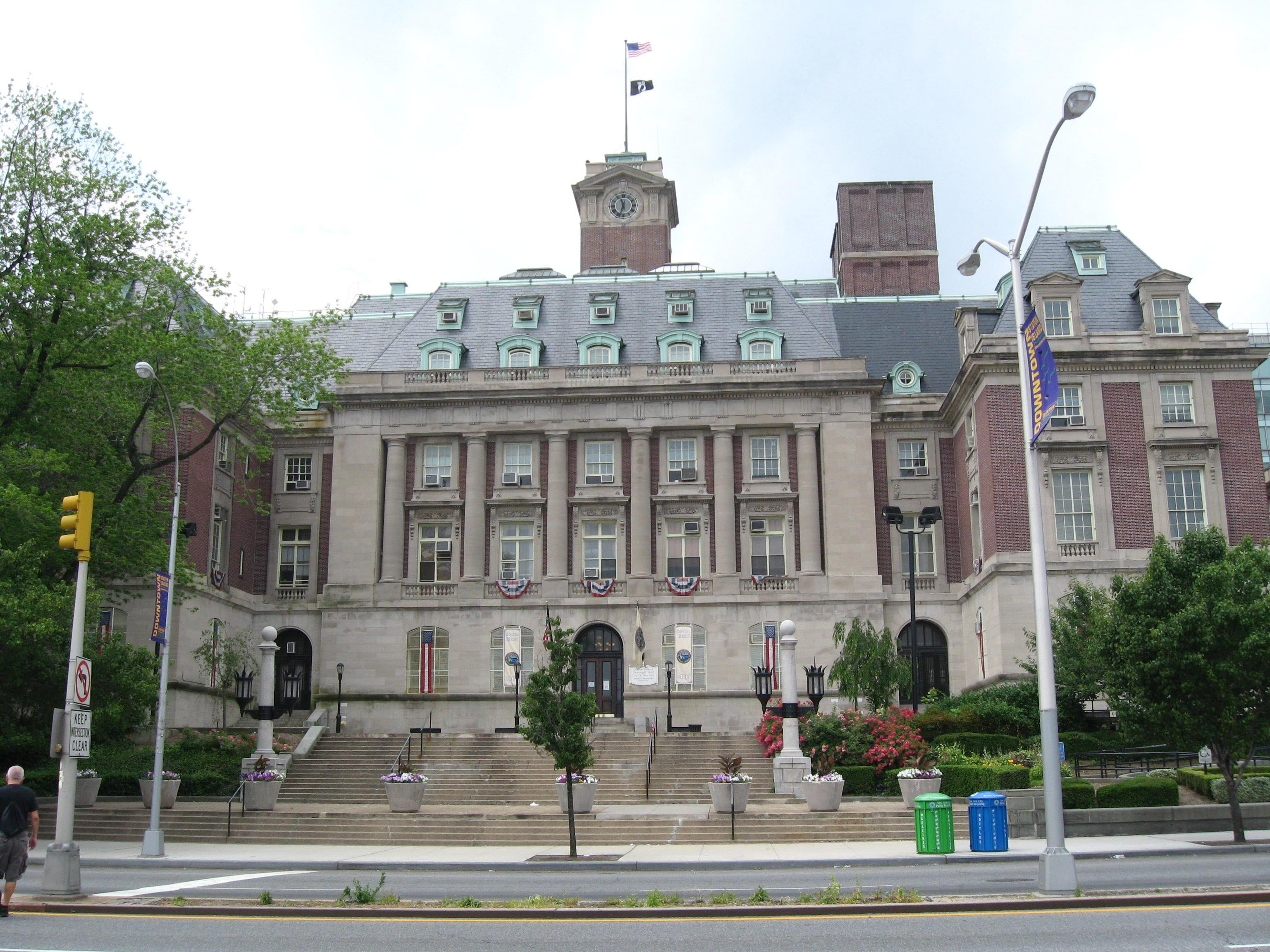
سنت جورج، استتن آیلند

هیئت‌های انجمن در شهر نیویورک